# Polymorphina
Polymorphina es un género de foraminífero bentónico de la subfamilia Polymorphininae, de la familia Polymorphinidae, de la superfamilia Polymorphinoidea, del suborden Lagenina y del orden Lagenida. Su especie-tipo es Polymorphina burdigalensis. Su rango cronoestratigráfico abarca desde el Daniense (Paleoceno inferior) hasta la Actualidad.

## Discusión
Clasificaciones previas incluían Polymorphina en la superfamilia Nodosarioidea.

## Clasificación
Se han descrito numerosas especies de Polymorphina. Entre las especies más interesantes o más conocidas destacan:
- Polymorphina burdigalensis
- Polymorphina complanata
- Polymorphina incavata
- Polymorphina lingulata

Un listado completo de las especies descritas en el género Polymorphina puede verse en el siguiente anexo.
En Polymorphina se han considerado los siguientes subgéneros:
- Polymorphina (Globulina), aceptado como género Globulina
- Polymorphina (Guttulina), aceptado como género Guttulina
- Polymorphina (Pyrulina), aceptado como género Pyrulina